# Ephesia koreana
Ephesia koreana är en fjärilsart som beskrevs av Otto Staudinger 1892. Ephesia koreana ingår i släktet Ephesia och familjen nattflyn. Inga underarter finns listade i Catalogue of Life.